# Universidade para a Paz

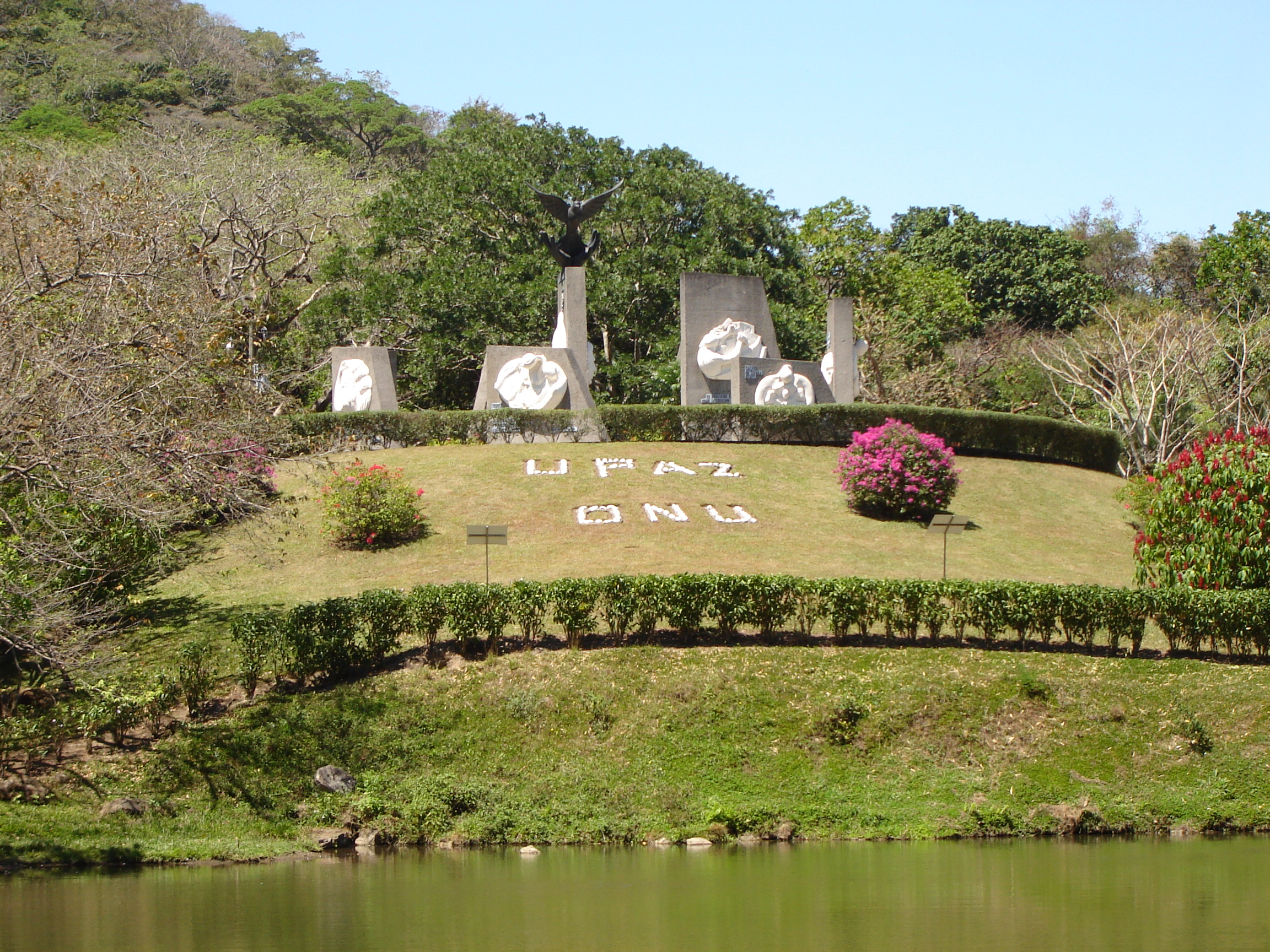
"Peace Park".

A Universidade para a Paz (em espanhol Universidad para la Paz, abreviada UPAZ; em inglês University for Peace, abreviada UPEACE) é uma universidade sediada na cidade de Colón, na Costa Rica.
Foi estabelecida pela Assembleia Geral da Organização das Nações Unidas, em 1980, com o objetivo de "prover a humanidade com uma instituição de ensino superior para a Paz e com o foco de promover entre todos os seres humanos o espírito de entendimento, tolerância e coexistência pacífica".
Atualmente, a Universidade conta com 192 estudantes, oriundos de 55 países diferentes. As aulas são ministradas em inglês.